# Georgi Nikolajewitsch Danelija

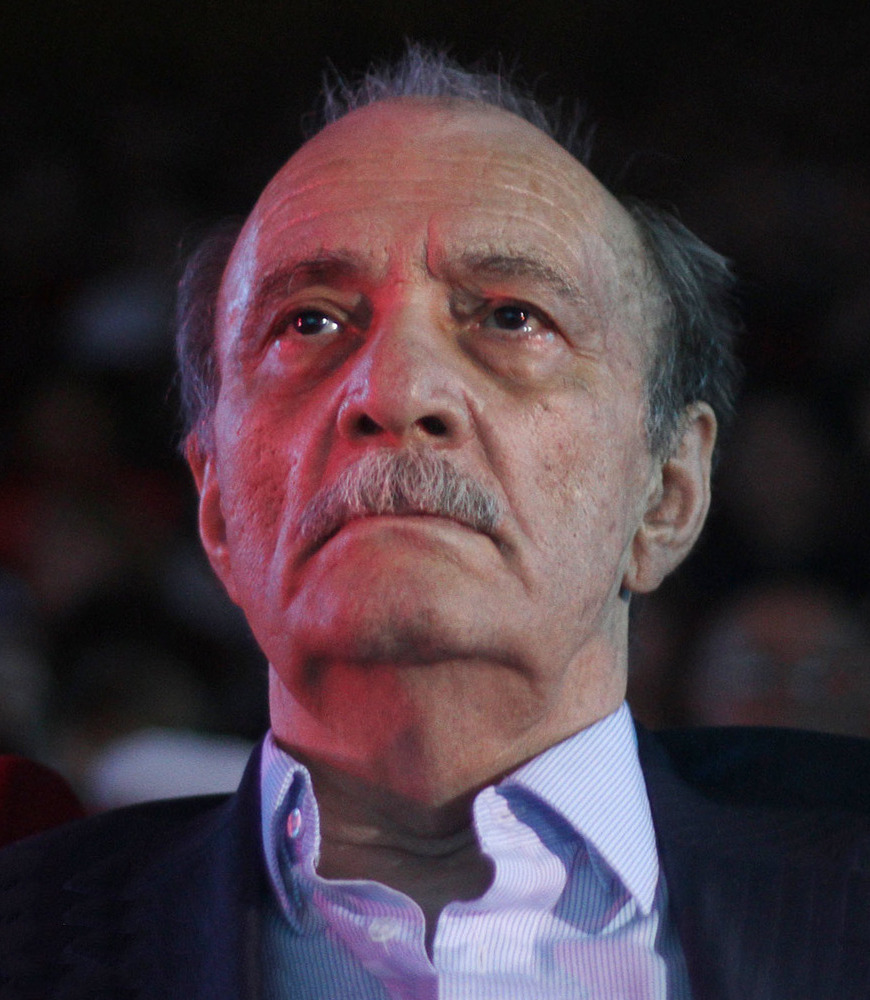
Georgi Nikolajewitsch Danelija (2010)

Georgi Nikolajewitsch Danelija (russisch Гео́ргий Никола́евич Дане́лия Georgi Nikolajewitsch Danelija; georgisch გიორგი დანელია Giorgi Danelia, * 25. August 1930 in Tiflis, Georgische SSR, Sowjetunion; † 4. April 2019 in Moskau) war ein sowjetischer bzw. russischer Filmregisseur und Drehbuchautor georgischer Nationalität.

## Biografie
Der Vater, Nikolai Dmitrijewitsch Danelija (1902–1981), ein Eisenbahningenieur, war Vorarbeiter, Chef eines Bergwerks, Hauptingenieur beim U-Bahn-Bau in Moskau und der UdSSR. Die Mutter Meri Iwlianowna Andschaparidse (1905–1980), sie entstammte dem megrelischen Adel, arbeitete als Assistentin und zweite Regisseurin bei Mosfilm. Sie drehte mehrere Kurzfilme. Ihre Schwester Weriko Andschaparidse war eine bekannte sowjetische Schauspielerin.
Georgi Danelijas Frau, die Regisseurin Galina Iwanowna Jurkowa-Danelija, drehte die Filme „Franzus“ (Der Franzose), „Boschja Twar'“ (Gottes Geschöpf) und ebenso die Kurzfilme „Schutka“ (Der Scherz) und „Tekuschtschij Den'“ (Der heutige Tag). Nikolai Danelija (1959–1985), Sohn aus der Ehe mit der Schauspielerin Ljubow Sokolowa, war Regisseur, Dichter, Künstler; die Tochter Swetlana ist Juristin; der Sohn Kirill Künstler.
1955 absolvierte Danelija das Moskauer Architektur-Institut. 1956 besuchte er höhere Kurse für Regie. Schon Danelijas erster Film „Serjoscha“ (zusammen mit Igor Talankin) zog die Aufmerksamkeit der Kritiker und des Publikums auf sich. Zu einer programmatischen Arbeit Danelijas wurde der Film Zwischenlandung in Moskau (russisch Ja schagaju po Moskwe Ich schreite durch Moskau, 1964), ein kulturelles Ereignis der Tauwetter-Periode Chruschtschows.
Beginnend mit dem Werk „Tridzat tri“ (Dreiunddreißig, 1966) wendet sich der Regisseur der Satire zu, er wird zu einem anerkannten Meister der Komödie. Das Schaffen Danelijas ist gekennzeichnet durch wahrhaft tiefgehende Satire, durchdachte Groteske, einen fragilen lyrischen Ton und das Aufdecken der psychologischen Muster seiner Helden. Die Fähigkeit, ein aufeinander abgestimmtes Ensemble aus Schauspielern verschiedener Schulen zusammenzustellen, ist eine besondere Gabe Danelijas als Regisseur.
1967–1970 schrieb er einige Miniaturen für die Satirezeitschrift „Fitil'“. Große Popularität brachten Danelija Filme wie „Afonja“, „Mimino“, „Osennij Marafon“ (Herbstmarathon) und „Kin-dsa-dsa!“ ein, dessen Remake Ku! Kin-dsa-dsa als Zeichentrickfilm 2013 unter seiner Regie entstand. In den 80er Jahren wurde er in die Jury der höheren Liga des KWN eingeladen.
Seine Hobbys waren Malerei, Graphik und Musik. Außerdem besaß er eine Sammlung von Trommeln. Seine Lieblingsregisseure waren Fellini (besonders der Film Achteinhalb), Juri German und Nikita Michalkow.
Bis zu seinem Tod am 4. April 2019 lebte und arbeitete Georgi Danelija in Moskau.

## Filmografie

### Regisseur
- 1958: Wassissuali Lochankin (Васисуалий Лоханкин)
- 1959: Tosche ljudi (Тоже люди)
- 1960: Ich hab dich lieb, Serjosha (Серёжа)
- 1962: Der Weg zum Hafen (Путь к причалу)
- 1963: Zwischenlandung in Moskau (Я шагаю по Москве)
- 1965: Tridzat tri (Тридцать три)
- 1969: Das Gastmahl der Rose (Не горюй!)
- 1973: Ganz unverbesserlich (Совсем пропащий)
- 1975: Laßt das mal Afonja machen (Афоня)
- 1977: Mimino (Мимино)
- 1979: Marathon im Herbst (Осенний марафон)
- 1983: Der Gladiator (Слёзы капали)
- 1986: Kin-dsa-dsa! (Кин-дза-дза!)
- 1990: Pasport (Паспорт)
- 1993: Nastja (Настя)
- 1995: Heads and Tails (Орёл и решка)
- 2000: Fortuna (Фортуна)
- 2013: Ku! Kin-dsa-dsa (Kу! Kин-дза-дза), Zeichentrickfilm

### Drehbuchautor
- 1971: Gentlemen der Erfolge (Джентльмены удачи)
- 1988: Der Franzose (Француз)
- 2013: Ku! Kin-dsa-dsa! (2013) (Kу! Kин-дза-дза!), Zeichentrickfilm

### Schauspieler
- 1943: Georgi Saakadse (Георгий Саакадзе)
- 1951: Nesabywajemy 1919 (Незабываемый 1919)
- 1955: Mexikanez (Мексиканец)
- 1963: Zwischenlandung in Moskau (Я шагаю по Москве) – Schuhputzer
- 1969: Das Gastmahl der Rose (Не горюй!) – Stabshauptmann
- 1977: Mimino (Мимино) – Pilot
- 1979: Marathon im Herbst (Осенний марафон) – Offizier im Kinofilm
- 1983: Der Gladiator (Слёзы капали) – Passagier in der Straßenbahn
- 1986: Kin-dsa-dsa! (Кин-дза-дза!) – Abradox
- 1990: Pasport (Паспорт) – Araber mit Esel
- 1993: Nastja (Настя) – Kulturarbeiter
- 1995: Heads and Tails (Орёл и решка) – Konstruktionsingenieur
- 2000: Fortuna (Фортуна) – Dieb

## Auszeichnungen
Danelija wurde 1965 als Verdienter Arbeiter der Künste der RSFSR, 1974 als Volkskünstler der RSFSR und 1989 als Volkskünstler der UdSSR (1989) ausgezeichnet. 1978 erhielt er den Staatspreis der UdSSR, 1997 den Staatspreis der Russischen Föderation.
Der russische Präsident zeichnete ihn mit einem Preis für die Verdienste in der Entwicklung der Filmkunst aus.
- Internationale Filmfestspiele von Cannes
Sieger in der Kategorie:
Besondere Erwähnung von jungen Filmregisseuren
1964 – Zwischenlandung in Moskau (Я шагаю по Москве)
- Nika
Sieger in der Kategorie:
Bestes Drehbuch
Passport (Паспорт)
- Kinotawr
Sieger in den Kategorien:
Preis des Präsidentenrats
2000 – Fortuna (Фортуна)
Sonderpreise des russischsprachigen Wettbewerbs
1996 – Heads and Tails (Орёл и решка)
- 1994 – Goldener Widder

## Trivia
- Danelija ist ein Cousin der Schauspielerin Sopiko Tschiaureli, die er jedoch nur einmal besetzte: in Das Gastmahl der Rose (Не горюй!).
- Die Musik zur Hälfte von Danelijas Filmen wurde von dem georgischen Komponisten Gija Kantscheli geschrieben. Als Geschenk an den Regisseur schrieb Kantscheli ein Stück für ein Streicherorchester, Eine kleine Daneliada.
- In Danelijas Filmen steht unter den Namen der Statisten stets ein gewisser „R. Hobua“. Dabei spielt dieser Mann in keinem der Filme mit. Tatsächlich ist Rene Hobua ein georgischer Bauarbeiter, den Danelija einmal kennenlernte.